# István angol király
István (angolul: Stephen of Blois, franciául: Étienne de Blois; 1092/1096 körül – 1154. október 25.) Anglia királya 1135-től haláláig. Hódító Vilmos unokája volt, aki I. Henrik halála után elragadta az angol koronát, és több mint egy évtizedig tartó polgárháborút vívott a másik trónkövetelővel, Henrik leányával, Matildával. A háború a felek kiegyezésével végződött, István adoptálta Matilda idősebbik fiát, Henriket és megtette őt örökösévé.
István Blois francia grófságában született. Apja, István Henrik blois-i gróf elesett a Szentföldön, amikor ő még kisfiú volt, így anyja, Normandiai Adéla (Hódító Vilmos angol király lánya) nevelte fel. Nagybátyja, I. Henrik angol király kegyeltjeként hatalmas birtokokat szerzett, és felesége, Boulogne-i Matilda grófnő révén gyakorlatilag ő uralta Boulogne grófságát is. 1120-ban meghalt Henrik király egyetlen törvényes fia, így az örökösödés bizonytalanná vált. Henrik lányát, Matildát szánta utódjául; ennek ellenére a király 1135-ös halála után István gyorsan átkelt Angliába, és öccse, Blois-i Henrik püspök segítségével megkoronáztatta magát.
Uralkodásának első éveiben többé-kevésbé sikerrel hárította a skótok északi betörését, a walesiek lázadását, valamint Matilda és férje, Anjoui Geoffroy gróf normandiai támadásait. 1138-ban fellázadt ellene Róbert gloucesteri gróf (Henrik király törvénytelen fia és Matilda féltestvére), és a következő évben az Angliába átkelő Matildával együtt megindították a trónért folytatott harcukat. A trónkövetelők szilárd bázisra tettek szert az ország délnyugati részén, és hosszas harc kezdődött, amelyben egyik fél sem tudott döntő fölényre szert tenni. 1141-ben Istvánt a lincolni csatában elfogták ellenfelei, és Matilda már a koronázására készült, amikor István felesége és hívei foglyul ejtették Gloucesteri Róbertet. István és Róbert kicserélése után folytatódott a polgárháború, amelynek során Matilda férje, Geoffroy elragadta Normandiát.
István idősebb fiát, Eusztázt szánta örököséül, akit azonban a canterburyi érsek nem volt hajlandó még az ő életében megkoronázni, ezért megromlott viszonya az egyházzal. 1153 augusztusában Eusztáz meghalt, István pedig kiegyezett Matilda legidősebb fiával, Henrikkel, és elismerte őt örököseként. A kiegyezés után mintegy egy évvel halt meg Doverben.

## Ifjúsága (1096–1135)

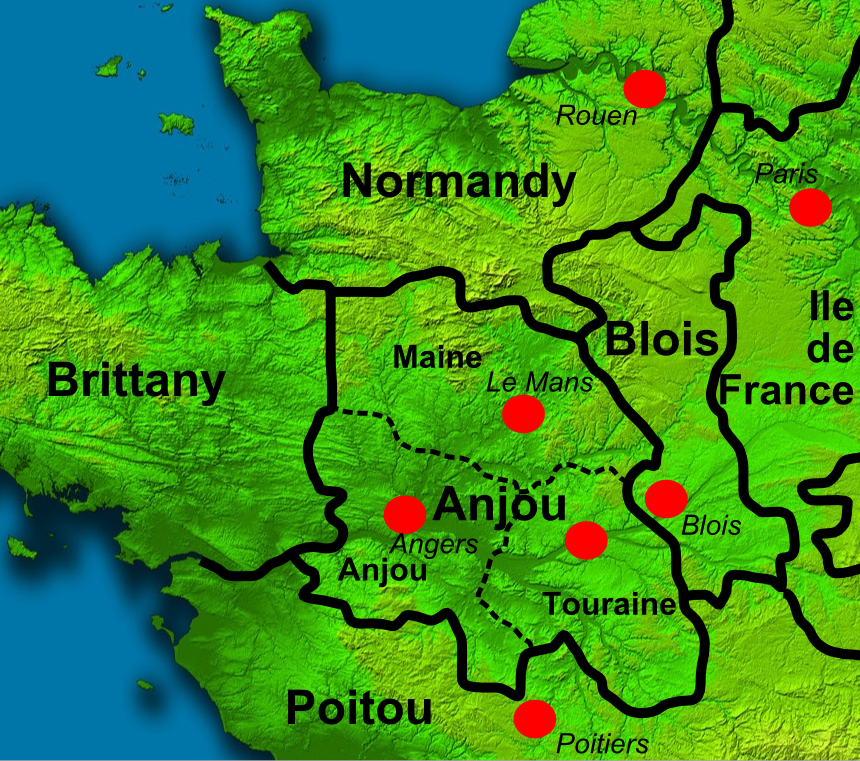
Észak-Franciaország István születésének idején

István 1092-ben vagy 1096-ban született a franciaországi Blois grófságban, a pontos dátumot a történészek vitatják. Apja István-Henrik volt, Blois és Chartres grófja, jelentős francia főúr és kereszteslovag, aki azonban csak rövid ideig volt jelen István életében. Az első keresztes hadjárat idején gyávasággal vádolták, ezért 1101-ben visszatért a Szentföldre, hogy kiköszörülje a hírnevét ért csorbát. A következő évben elesett a ramlai csatában. István anyja Normandiai Adéla volt, Hódító Vilmos angol király és Flandriai Matilda lánya, akit a korabeli krónikások jámborsága, gazdagsága és diplomáciai tehetsége miatt magasztaltak. Hatása jól érezhető volt István gyerekkorában. A történészek egyetértenek abban, hogy folyamatos nógatásával és ösztökélésével ő volt a fő oka annak, hogy István-Henrik visszatért a Szentföldre.
A 12. századi Francia Királyság csak grófságok és kisebb hűbérbirtokok laza halmaza volt, amelyek fölött a király alig rendelkezett hatalommal. Az uralkodó erejét leginkább az általa birtokolt gazdag Île-de-France-i régió adta, közvetlenül Blois szomszédságában. István otthonának további szomszédai Maine, Anjou és Touraine grófságok voltak, északról pedig Normandiával volt határos, amelynek hercege, Vilmos 1066-ban meghódította Angliát. A környező urak jellemzően valamilyen szálon rokonai voltak egymásnak, és szinte állandóan marakodtak egyes birtokok vagy várak tulajdonjoga fölött.
Istvánnak legalább négy fivére és egy nővére született, és feltehetően két (lány) féltestvére is. Normális körülmények között apjuk grófságát legidősebb bátyja, Vilmos örökölte volna, ő azonban a jelek szerint elmebeteg volt (állapota pontosan nem ismert, egyszer megesküdött, hogy megöli Chartres püspökét). A grófi címet így a második fiú, Theobald kapta, aki később megszerezte Chartrest és Champagne-t is. István harmadik bátyja, Odo fiatalon, valószínűleg kora tizenévesen halt meg. Öccse, Henrik négy évvel volt fiatalabb nála. A fivérek közel álltak egymáshoz. Anyjuk Istvánt inkább katonai, Henriket pedig egyházi pályára szánta. A korabeli arisztokráciánál szokatlan módon István nem egy rokonnál, hanem anyja udvarában nevelkedett; a lovaglás mellett megtanult latinul, nevelője megismertette vele a Bibliát és a közelmúlt történelmét.

### I. Henrik kegyenceként

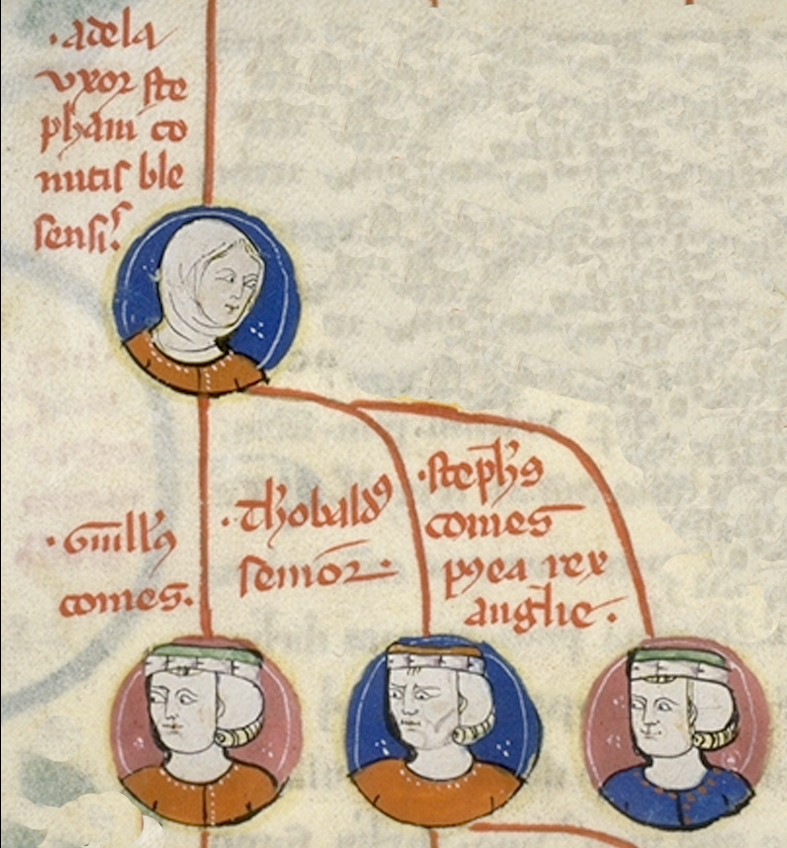
István családja: felül anyja, Adéla, lent Vilmos, Theobald és István

István ifjúkorára erőteljes hatást gyakorolt kapcsolata nagybátyjával, I. Henrik angol királlyal. Henrik fiatalabbik bátyja, II. Vilmos halála után szerezte meg az angol koronát, majd 1106-ban Normandiát ragadta el idősebbik bátyjától, Róberttől, akit azután élete végéig fogságban tartott. Henrik ezután viszályba keveredett VI. Lajos francia királlyal, aki erre Róbert fiát, Clito Vilmost hirdette ki Normandia törvényes hercegeként. Az angol király a nyugat-franciaországi grófok között keresett szövetségeseket, és ez a helyi konfliktus kitöltötte István egész ifjúságát. Adéla és Theobald Henrik pártjára álltak, és Istvánt anyja a király udvarába küldte, ahol 1111-ben feltehetően részt vett nagybátyja lázadó normandiai nagyurak elleni hadjáratában. A következő évben a király lovaggá ütötte, és tudjuk, hogy 1113-ban elkísérte őt a Saint-Evroult-i apátságba. István az uralkodót kísérve lépett először Anglia földjére 1113-ban vagy 1115-ben.
Henrik szívesen patronálta fiatal unokaöccsét, aki (életben lévő) harmadik fiúként nem lehetett saját egyetlen fia és örököse, Vilmos Adelin vetélytársa. István nagybátyja támogatásával sorra gyűjtötte be a birtokokat. 1113-ban Henrik neki adományozta Mortain grófságát és Eye báróságát (a király ezeket még 1106-ban kobozta el előző tulajdonosuktól, amikor meghódította Normandiát). Ezt a lancasteri birtok követte (a birtokot Henrik az ellene lázadó Roger the Poitevintől vette el), de kapott földeket a dél-normandiai Alençonban is. Utóbbi helyen a normann nemesek fellázadtak az új hűbérúr ellen, és miután segítséget kaptak Fulkó anjoui gróftól, vereséget mértek Istvánra és bátyjára, Theobaldra. Alençont nem is sikerült visszaszerezniük.
Szintén az angol király közbenjárására István 1125-ben feleségül vehette Boulogne grófjának egyetlen lányát, aki Boulogne gazdag városán kívül hatalmas északnyugat- és délkelet-angliai birtokok örököse volt. 1127-ben Clito Vilmost (Henrik unokaöccsét, aki elvitatta tőle Normandia trónját) Flandria grófjának választották. Henrik Istvánt küldte, hogy próbálja megakadályozni a választást. Bár nem járt sikerrel, Clito Vilmos ezután feldúlta István Flandriával szomszédos boulogne-i birtokait. Ezután kibékült Vilmossal, aki a következő évben meg is halt.

### Az angol örökösödési válság

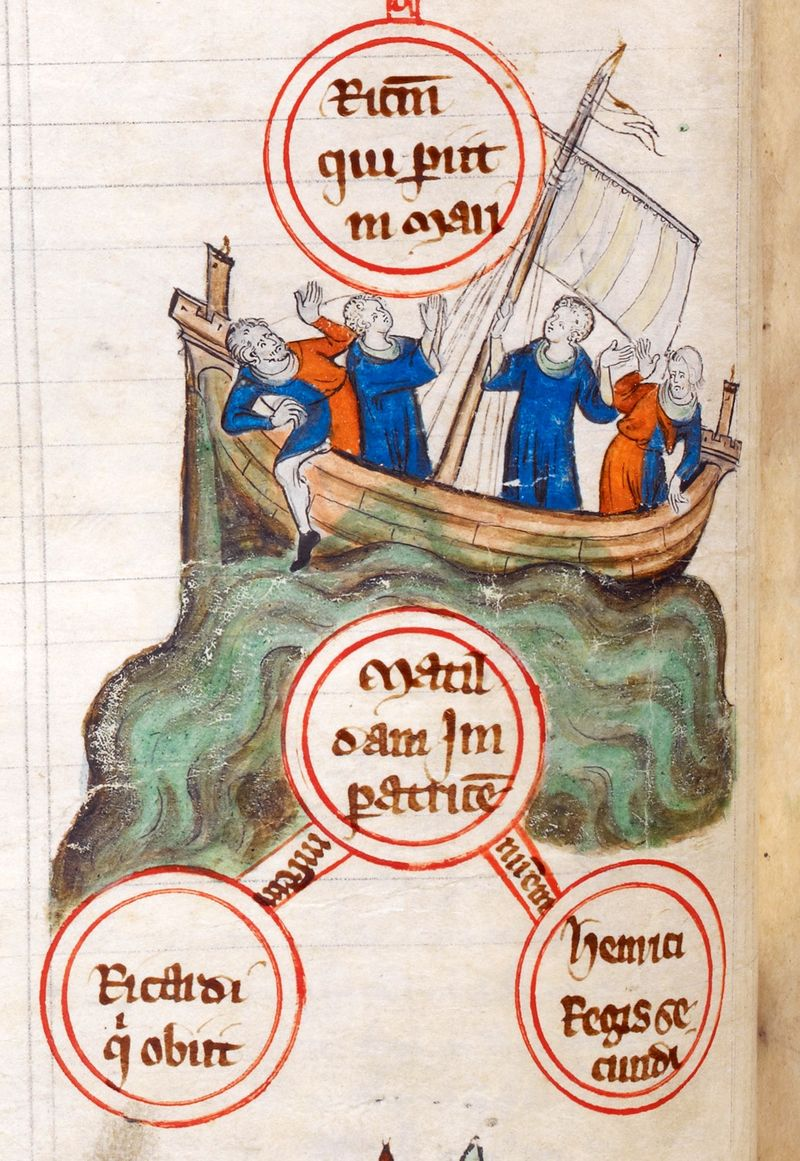
A Fehér hajó elsüllyedése

1120-ban az angol politikai helyzet alapvetően megváltozott. Normann és angol arisztokraták egy csoportja – köztük a trónörökös, Vilmos Adelin – a normandiai Barfleur kikötőjéből Angliába tartott, amikor Fehér hajó nevű vitorlásuk elsüllyedt, és egy kivételével mind a háromszáz utas odaveszett. Eredetileg István is velük akart tartani, de az utolsó pillanatban mégis másik hajót választott, talán mert a Fehér hajó amúgy is túlzsúfolt volt, vagy azért, mert hasmenése volt.
Mivel Adelin volt Henrik egyetlen törvényes fia, az angol trón örökösödése kétségessé vált. Ebben az időben Nyugat-Európában még nem voltak egyértelmű utódlási szabályok. Franciaország egyes részein egyre népszerűbbé vált a primogenitúra, vagyis az az elv, hogy minden birtokot és címet a legidősebb fiú örököl. A francia király általában még életében megkoronáztatta kiszemelt utódját, hogy megkönnyítse számára a hatalom átvételét, Angliában azonban nem ismerték ezt a szokást. Más vidékeken – például Normandiában és Angliában – a birtokokat és címeket szétosztották a fiúk között, úgy, hogy a legidősebb kapja a legrégebbi és legértékesebbeket közülük. A dolgot tovább bonyolította, hogy az angol és normandiai örökösödés az utóbbi hatvan évben mindig erőszak által történt: Hódító Vilmos fegyverrel szerezte meg Angliát, utódai pedig folyamatosan marakodtak az örökségen. Maga Henrik is háborúval hódította meg Normandiát. Nem volt meg tehát a békés átmenet hagyománya.
Henriknek egyetlen, törvényes házasságból származó gyereke maradt, Matilda, a német császár felesége (később özvegye), aki azonban nőként hátrányból indult az esetleges többi trónkövetelővel szemben. Henrik ugyan gyorsan újból megnősült, de gyereke nem született, és ahogy telt az idő, erre egyre kisebb lett az esély. A király egyre inkább hajlott arra, hogy Matildára hagyja az angol trónt. Lánya 1125-ben megözvegyült, 1128-ban pedig újra férjhez ment Geoffroy Plantagenethez, Anjou grófjához. Geoffroy népszerűtlen volt a normandiai arisztokrácia körében: a szomszédos Anjou a normannok hagyományos ellenségének számított. Egyre nőtt az elégedetlenség Henrik erőteljes adóztatása miatt is, amiből állandó háborúskodásait finanszírozta. A király azonban erős kézzel uralkodott, és korábban könyörtelenül elbánt ellenfeleivel, ezért nyíltan nem mertek fellépni ellene.
Henrik megpróbálta biztosítani lánya utódlását. Megeskette nemességét, hogy elfogadják Matildát és leszármazottait jogos uralkodójuknak; először 1127-ben, aztán 1128-ban és 1131-ben is. 1127-ben István maga is letette az esküt. A király és a lánya között azonban megromlott a viszony. Matilda és Geoffroy érezte, hogy az angol nemesség nem igazán támogatja őket, ezért 1135-ben megkérték Henriket, hogy adja át nekik a normandiai királyi várakat, és a helyi arisztokrácia esküdjön hűséget Matildának. Így a király esetleges halála esetén kevesebb ellenállással találkozhattak volna. Henrik azonban dühösen elutasította a javaslatot, valószínűleg attól tartott, hogy Geoffroy a kelleténél előbb akarja Normandiára tenni a kezét. Amikor Dél-Normandiában kitört egy lázadás, Matilda és Geoffroy a felkelők oldalára állt. A konfliktus közepén Henrik váratlanul megbetegedett és meghalt.

## Trónra lépése (1135)

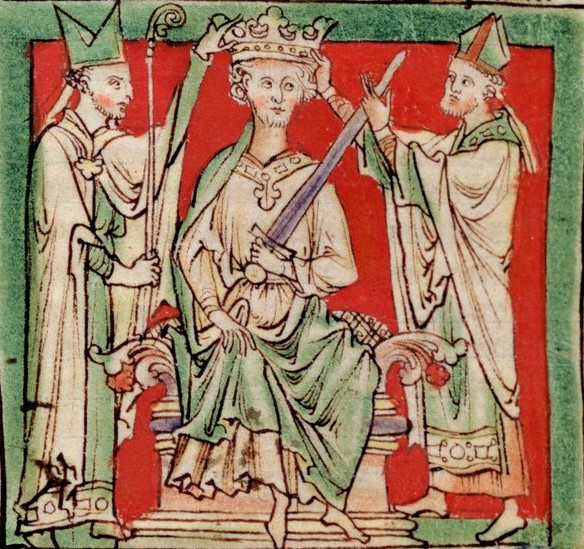
István megkoronázása (13. századi ábrázolás)

Henrik halálakor István a normann arisztokrácia elismert tagja volt. Rendkívül gazdag, köztiszteletben álló főúrként arról is ismert volt, hogy szükség esetén határozottan és merészen képes cselekedni. A krónikások tanúsága szerint vagyona és magas állása ellenére szerény és közvetlen ember volt, aki gyakran leült katonái és szolgái közé. Istenfélő embernek tartották, buzgón részt vett a miséken és sokat adakozott az egyháznak. A canterburyi érsek egy személyes gyóntatót rendelt ki mellé, aki előírta neki, hogyan vezekeljen. István támogatta a birtokain az új cisztercita kolostorok létesítését; mindezekért az egyházban erős szövetségesekkel rendelkezett.
A csatákban hajlamos volt a vakmerőségre; ennek oka talán az apja gyávaságáról keringő mendemondák megcáfolása lehetett. Hatalmas birtokai miatt – amelyek igazgatását részben felesége, Matilda vállalta magára – a király után a második leggazdagabb világi főúrnak számított Angliában.
István öccse, Blois-i Henrik szintén Henrik király ideje alatt jutott fontos pozíciókba. Belépett a clunyi szerzetesrendbe és követte bátyját Angliába, ahol a király kinevezte az ország leggazdagabb apátságának, a glastonburyi kolostornak az apátjává. 1129-ben megkapta a legnagyobb jövedelmű egyházmegyét, amikor kinevezték winchesteri püspöknek, de emellett megtarthatta apáti pozícióját is. Összességében jövedelmeit csak a királyé múlta felül. Henrik püspökként igyekezett függetleníteni az egyházat az uralkodó beavatkozásaitól és felügyeletétől.

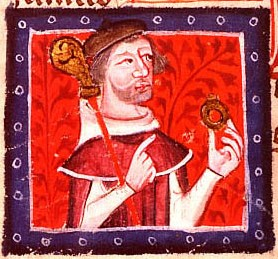
István öccse, Henrik püspöki botjával és gyűrűjével

Amikor elterjedt I. Henrik halálának híre, nem minden trónkövetelő volt olyan helyzetben, hogy azonnal felléphetett volna igényével. Geoffroy és Matilda éppen Anjouban tartózkodott, és ellentmondásos módon éppen a királyi csapatokkal szembeszálló lázadókat támogatták. Az ő híveik egy része, mint Gloucesteri Róbert (Matilda törvénytelen féltestvére) viszont éppen velük szemben, a király hadseregében harcolt. A bárók közül sokan megesküdtek, hogy Normandiában maradnak, amíg a királyt el nem temetik, így nem nem lehettek jelen, amikor eldőlt az angol trón sorsa. István bátyja, Theobald még náluk is messzebbre délen, Blois-ban tartózkodott. Istvánt viszont éppen Bolougne-ban, a La Manche-csatorna partján érte Henrik halálának híre és kíséretével együtt azonnal átkelt Angliába. Egyes források szerint Dover és Canterbury helyőrségét Gloucesteri Róbert helyezte oda, és nem voltak hajlandóak beengedni Istvánt, ő azonban december 8-ára így is elérte Londont, és azonnal nekilátott, hogy megragadja a hatalmat.
A londoni polgárság új jogok és privilégiumok reményében hamar István pártjára állt. Blois-i Henrik biztosította az egyház támogatását; amikor István Winchesterbe utazott, Roger salisburyi püspök és lordkancellár átadta neki az ország kincstárát. December 15-én István a canterburyi érsek és a pápai legátus támogatása fejében ígéretet tett az egyház privilégiumainak jelentős kiszélesítésére. Némi problémát jelentett ugyan az általa még Henriknek tett eskü, hogy segíteni fogja Matilda trónra lépését, István viszont azzal érvelt, hogy a király helytelenül cselekedett, amikor ilyen esküt követelt az udvarától. Ezenkívül Henrik a királyság stabilitása érdekében tette meg a lépést, és István állítása szerint ő ugyanezt tartotta szem előtt, amikor nem vette figyelembe korábbi esküjét. Henrik püspöknek arra is sikerült rávennie a volt királyi tárnokmestert, Hugh Bigod grófot, hogy eskü alatt vallja: Henrik király a halálos ágyán meggondolta magát az örökösödésről, és Istvánt nevezte meg utódjának.
Istvánt 1135. december 22-én a westminsteri apátságban megkoronázták.
Eközben a normandiai nemesség Le Neubourgban gyűlt össze, hogy megválasszák Theobaldot (István bátyját), Hódító Vilmos legidősebb unokáját királynak. Theobald december 21-én találkozott a bárók képviselőivel és Gloucesteri Róberttel, de tárgyalásaikat félbeszakították, amikor tudomásukra jutott, hogy küszöbön áll István koronázása. A főurak ennek hallatára felhagytak az idősebb testvér támogatásával, ami csak polgárháborúhoz, vagy Anglia és Normandia szétválasztásához vezetett volna. István később bőkezűen kárpótolta Theobaldot, aki ezután visszatért Blois-ba, és segítette öccse ügyét.

## Uralkodásának első évei (1136–39)

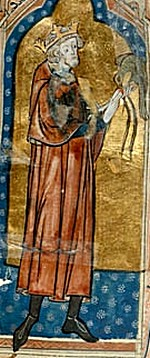
István, kezén sólyommal (14. század)

Közvetlenül koronázása után Istvánnak Észak-Angliába kellett vonulnia. Dávid skót király Henrik halálának hírére benyomult az országba és elfoglalta Carlisle-t, Newcastle-t és néhány másik fontos várat. Ekkoriban a határ még nem volt véglegesítve és a skótok hagyományosan maguknak követelték Cumberlandot. Dávid ezenfelül Northumbriára is igényt tartott, miután annak korábbi grófjának lányát vette feleségül. István seregével együtt gyors ütemben északra masírozott, és Durhamban találkozott a skót királlyal. A két uralkodó kiegyezett egymással, Dávid Carlisle kivételével visszaadta a megszállt területek nagy részét, cserébe István elismerte Dávid fiának, Henriknek angliai birtokait és megerősítette őt Huntingdon grófjaként.
István ezután visszatért délre, és 1136 húsvétjára Westminsterbe összehívta udvartartását. Az eseményen a bárók többsége és a magas rangú egyházi tisztségviselők egyaránt megjelentek. Az uralkodó megerősítette, hogy betartja az egyháznak tett ígéreteit, megígérte, hogy orvosolni fogja a Henrik uralkodása alatt felmerült sérelmeket, és megváltoztatja a királyi erdők korábbi használati jogait. Egyebekben elődje politikáját kívánta folytatni, és megerősítette helyén a királyság valamennyi grófját. A jelenlévők között birtokokat osztott szét, és az egyháznak jelentős alapítványokat tett. A koronázást II. Ince pápa még ebben az évben jóváhagyta, miután Blois-i Henrik tett arról, hogy eljussanak hozzá Theobald és VI. Lajos francia király támogató levelei (Lajos úgy vélte, hogy Matilda megkoronázásával az Anjou-grófok hatalma kényelmetlenül megerősödne Nyugat-Franciaországban).
A skótokon kívül a walesiek is kihasználták Anglia bizonytalan helyzetét. Dél-Wales fellázadt a normann uralom ellen, 1136 újév napján szétvertek egy kisebb normann sereget, áprilisban pedig egy rajtaütés során megölték Richard Fitz Gilbert de Clare határvidéki bárót. A felkelés gyorsan terjedt, 1137-re egész Dél-Wales fellázadt. Owain ap Gruffudd gwyneddi király és Gruffydd ap Rhys deheubarthi herceg is számottevő területeket szállt meg, és elfoglalták Carmarthen várát. István az elesett Richard fivérét, Baldwint és egy másik határvidéki urat, Robert Fitz Harold of Ewyast küldte a helyzet kezelésére, de jelentékeny sikereket egyik sem ért el. A jelek szerint 1137 végére István egyéb problémái miatt egyelőre letett arról, hogy leverje a walesi lázadókat. Délnyugat-Angliában fellázadt Baldwin de Redvers devoni gróf és Robert of Bampton is, de őket a király legyőzte; Baldwin fogságba került, majd miután kiengedték, Normandiába távozott.
Eközben Normandiára rátámadt a másik trónkövetelő, Matilda férje, Geoffroy gróf. Már 1136 elején becsapott a hercegségbe, majd egy rövid tűzszünetet követően az év végén újra támadott, bár területfoglalás helyett inkább csak fosztogatott és gyújtogatott. Az angliai gondok miatt István nem tudott személyesen foglalkozni vele, ezért Waleran de Beaumont worcesteri grófot nevezte ki nevezte ki a normandiai királyi erők parancsnokának, a védekezést pedig bátyja, Theobald koordinálta. A király maga 1137-ben utazott Normandiába, ahol Theobalddal és VI. Lajossal közösen megállapodtak egy Anjou-ellenes szövetség létrehozásáról. A megállapodás részeként Lajos elismerte István fiát, Eusztázt Normandia hercegeként, ő pedig hűbéresküt tett a francia királynak. A király ezután megpróbálta visszaszerezni azokat a határterületeket, amelyeket Anjou grófja még 1135 végén szállt meg, de seregében a normann bárók és a flamand zsoldosok úgy összevesztek, hogy szabályos csatát vívtak egymással. A bárók ezután elvonultak, így a hadjárat dugába dőlt. István inkább fegyverszünetet kötött Geoffroyjal; egyéves fegyvernyugvásért cserébe kétezer márkát fizetett a grófnak.
Istvánnak koronázása előtt egyértelműen jó viszonya volt az egyházzal, de aztán megjelentek az első konfliktusok. Megígérte, hogy felülvizsgálják mindazon birtokok jogállását, amelyeket 1087 óta elvettek az egyháztól; ezek a földek azonban ekkor már jellemzően nemesek tulajdonában voltak. Amikor Blois-i Henrik visszakövetelte a glastonburyi apátság kiterjedt devoni birtokait, ez helyi lázongást eredményezett. 1136-ban meghalt William de Corbeil canterburyi érsek és a főpapság rossz szemmel nézte, amikor István rátette a kezét a vagyonára. Az érseki címre Blois-i Henrik is pályázott, István azonban nem öccsét, hanem Bec-i Theobaldot támogatta, Henrik pedig vigaszképpen pápai legátusi kinevezést kapott.
István első uralkodói évei többféleképpen értékelhetőek. Egyrészt stabilizálta az északi, skót határt, megállította Geoffroy normandiai támadásait, szövetséget kötött a francia királlyal, jó viszonyt ápolt az egyházzal és élvezte a bárók többségének támogatását. Másrészt viszont Észak-Anglia gyakorlatilag Dávid skót király és fia, Henrik kezére került, elvesztette Walest, a normadiai harcok destabilizálták a hercegséget, és egyre több főúr érezte úgy, hogy nem kapta meg a neki megígért vagy megérdemelt kormányzati posztot vagy birtokot. A király emellett 1138-ra gyakorlatilag kiürítette a Henrik által ráhagyott tele kincstárat; a fényűző udvartartás és angol és normandiai földön harcoló zsoldos seregek fenntartása igen sokba került.

### Gloucesteri Róbert lázadása (1138–39)

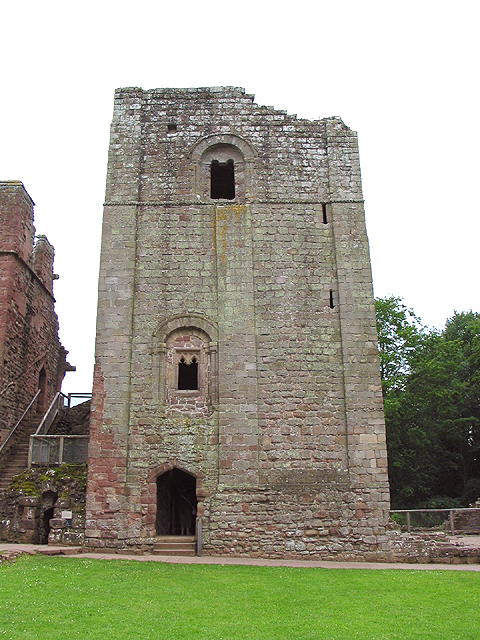
Az 1130 körül épült Goodrich vára jó példája a régi gerendavárakat felváltó normann kőváraknak

1138-ban újabb gondok jelentkeztek. Először Gloucesteri Róbert lázadt fel. Róbert I. Henrik törvénytelen fia volt (Matilda császárné féltestvére), és Gloucester grófjaként, valamint kiterjedt angliai és normandiai birtokaival a leghatalmasabb főurak közé tartozott. Róbert apja halálakor Theobaldot látta volna szívesen a trónon, nem vett részt István első udvartartásán, és a következőre is csak ismételt meghívások után volt hajlandó elmenni. Róbert 1138-ban megtagadta Istvánnak tett hűségesküjét, és kijelentette, hogy Matilda trónigényét támogatja. Kentben és Délnyugat-Angliában erre kitört a felkelés, bár Róbert maga Normandiában tartózkodott. Franciaországban Geoffroy ismét betört Normandiába. A skóciai Dávid király is újból Észak-Angliára támadt, behatolt Yorkshire-be, és bejelentette, hogy ő is Matilda pártjára áll (Dávidnak anyja révén mind Matilda császárné, mind István felesége, Boulogne-i Matilda unokahúgai voltak).

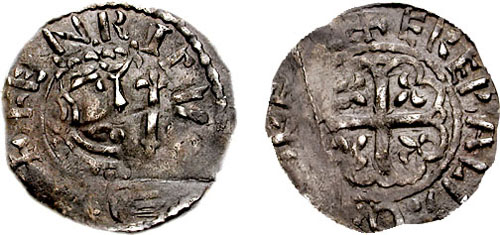
Henrik northumberlandi gróf (Dávid skót király fia) által, a saját nevében kiadott ezüstpenny

István katonai vezetőként saját közelharci képességei, ostromban való jártassága és főleg amiatt tűnt ki, hogy seregeit akár nagyobb távolságokra is igen gyorsan tudta mozgatni. A lázadásokra és inváziókra válaszul párhuzamosan több hadjáratot szervezett, elsősorban Angliára fókuszálva. Feleségét megbízta, hogy Boulogne-ból keljen át a La Manche-csatornán és foglalja vissza a Róbert katonái által tartott Dovert. Kíséretének néhány lovagját északra küldte, hogy segítsenek a skótok elleni harcban; Dávidot még abban az évben a zászlócsatában meg is futamította a Thurstan yorki érsek vezette angol sereg. A győzelem ellenére azonban nem sikerült kiszorítani a skótokat Észak-Angliából. Maga István nyugatra indult, hogy visszafoglalja Gloucestershire-t. Visszavette Herefordot, Shrewsburyt és Bath-t, Bristollal viszont nem boldogult, így csak a környékét dúlta fel. A lázadók Róbert segítségére vártak, ő azonban Normandiában maradt és Matildát próbálta meggyőzni arról, hogy szálljon partra Angliában. Még az év vége előtt Dover is megadta magát a királyné seregének.
A hadjáratok jól haladtak. és István ezt kihasználva északra küldte feleségét, hogy kössön egyezséget a skótokkal. A durhami egyezmény alapján Dávid és fia, Henrik megmaradhattak Cumbria és Northumbria grófjainak, de hűséget kellett esküdniük Istvánnak, és meg kellett ígérniük, hogy nem fognak ellene fegyvert. Sajnálatos módon azonban a király ezzel magára haragította Chester grófját, Ranulf de Gernont, aki magát tartotta Carlisle és Cumberland jogos urának; István azonban így már felkészülhetett Róbert és Matilda várható angliai partraszállására.

### Előkészületek az összecsapásra (1139)

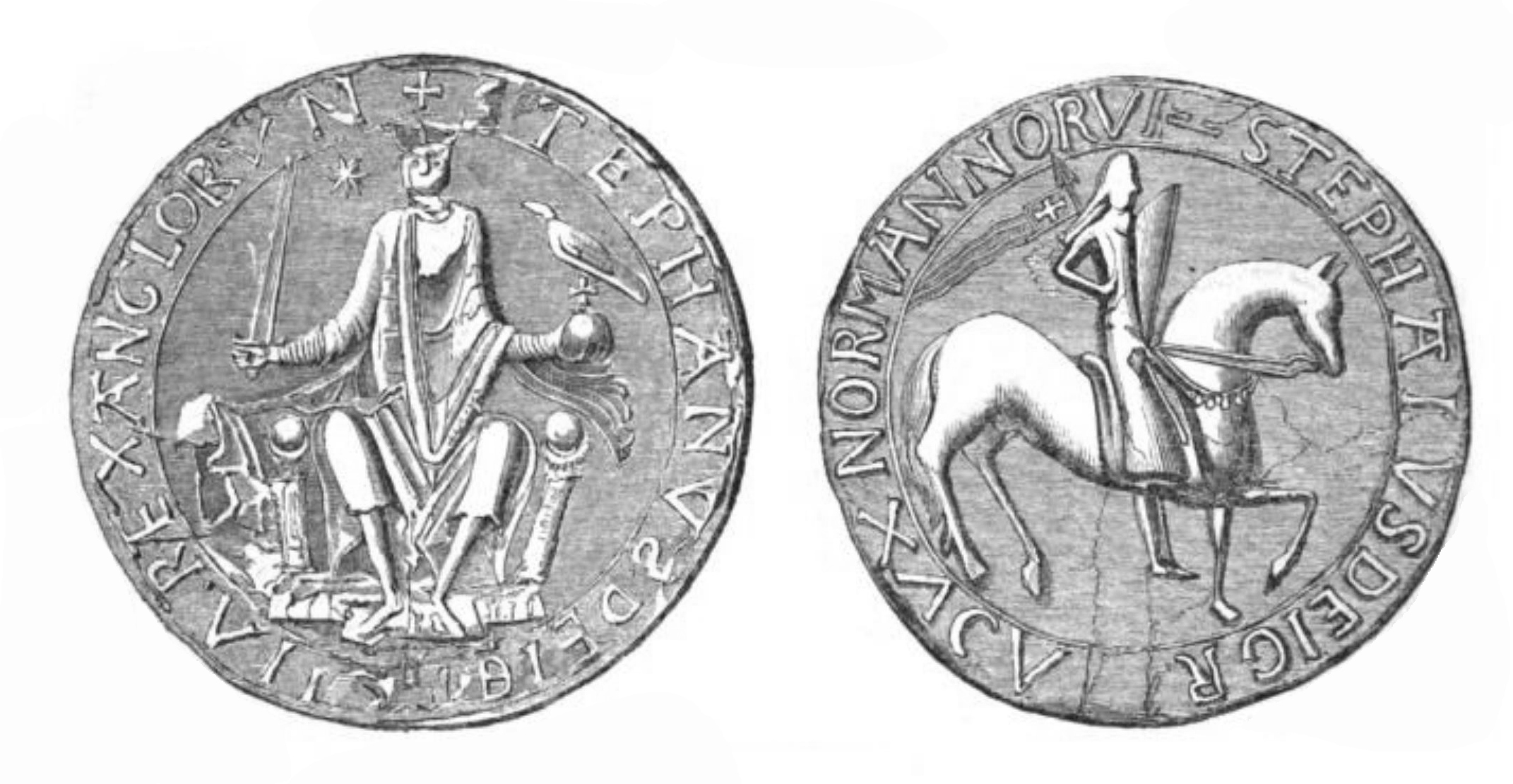
István nagypecsétje

A király azzal próbálta megerősítenie támogatottságát, hogy számos új grófságot hozott létre, amelyek élére lojális főurakat ültetett. I. Henrik idején csak hét grófság létezett Angliában, és ezek is inkább csak szimbolikus jelentőséggel bírtak. Az új grófságok az ország problémás régióiban jöttek létre, és elsősorban István bizalmas tanácsadói, Waleran de Beaumont és ikertestvére, Robert de Beaumont, valamint unokatestvéreik kapták meg őket. 1138 után Worcester, Leicester, Hereford, Warwick és Pembroke grófságai kerültek a kezükre, biztonságos védelmi zónával választva el a lázongó délnyugatot az ország többi részétől.
István emellett igyekezett eltávolítani székükből a szerinte vele ellenséges püspököket. I. Henrik idején az angol közigazgatás gyakorlatilag Roger saliburyi püspök (valamint unokaöccsei, Alexander lincolni és Nigel elyi püspökök és Roger fia, Roger le Poer lordkancellár) kezében volt. A három püspök egyházi tisztségeiken túl hatalmas birtokokkal rendelkezett, amelyeken várakat kezdtek építeni és sereget gyűjtöttek; István így arra gyanakodott, hogy csak a megfelelő alkalmat várják, hogy Matilda pártjára álljanak. Ezenfelül Roger püspök és a Beaumont-família között ellenségeskedés állt fenn. 1139 júniusában István Oxfordban tartotta udvarát, amikor – feltehetően a király szándékos kezdeményezésére – Roger és Bretagne-i Alan emberei fegyverrel estek egymásnak. István erre azt követelte a püspököktől, hogy adják át neki valamennyi várukat és a követelés alátámasztására őrizetbe helyeztette őket. Egyedül Nigelnek sikerült elmenekülnie, aki Devizes várában húzta meg magát. A király ostrom alá vette a várat és azzal fenyegetőzött, hogy kivégzi Roger le Poert; a püspök végül megadta magát. A püspöki várak ezután István kezére kerültek.
István öccsét, Blois-i Henriket igen aggasztották a történtek, egyrészt mert a király korábban megígérte, hogy tiszteletben tartja az egyház privilégiumait, másrészt ő is épített hat várat, amelyeket nem szeretett volna elveszíteni. Pápai legátusként egyházi bíróság elé idézte a királyt, arra hivatkozva, hogy a papság fölötti bíráskodás az egyház dolga. István küldötte, Aubrey de Vere arra hivatkozott, hogy Rogert nem mint püspököt, hanem mint ura ellen lázadni készülő földbirtokost tartóztatták le. Az uralkodó álláspontját támogatta Hugó roueni érsek is, aki szerint nem volt olyan kitétel a kánonjogban, amely megengedte volna a püspököknek a várépítést. Aubrey azzal fenyegetőzött, hogy panaszt nyújt be a pápánál, és végül a bíróság nem hozott ítéletet. Az incidens talán megszüntette a katonai jellegű fenyegetés egy részét, viszont komoly károkat okozott a király és a főpapság (különösen öccse) viszonyában.

## A polgárháború (1139–54)

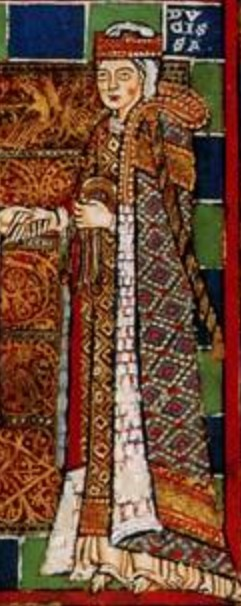
Matilda

A trónkövetelő Matilda partraszállására még 1139-ben sor került. Először a korábban István ellen fellázadt és elűzött Baldwin de Redvers kelt át a Csatornán, hogy Warehamnál kikötőt biztosítson az Anjou-seregnek, de a királyi csapatok visszaverték a próbálkozását. A következő hónapban azonban I. Henrik özvegye, Adeliza maga hívta meg Matildát, hogy szálljanak partra Arundelnél, így a császárné és Gloucesteri Róbert szeptember 30-án, 140 lovag kíséretében megérkezett Angliába. Matilda Arundel várában maradt, Róbert pedig északnyugatra indult Wallingford és Bristol felé, hogy támogatókat gyűjtsön és felvegye a kapcsolatot hívével, Gloucesteri Milesszal. István erre délre indult, seregével körbevette Arundelt és csapdába ejtette Matildát.
István ezután öccse javaslatára egyezséget kötött Matildával, amelynek részletei nem ismertek, de kiengedte őt az ostromlott várból, hogy lovagjaival együtt szabadon elvonulhasson és csatlakozhasson Róberthez. Nem tudni, miért döntött úgy, hogy kiengedi kezei közül riválisát. Korabeli krónikások szerint a király ekkor Róbertet tekintette fő ellenségének, és a hosszas várostrom helyett inkább őt akarta üldözőbe venni. Egy másik elképzelés szerint lovagiassága vezette erre a lépésre, nem akart egy nő ellen háborúzni.
Miután elengedte Matildát, István Délnyugat-Anglia felé indult, amelyet ellenségei szinte teljes egészében kezükben tartottak. Bár kevesen álltak át ekkor a trónkövetelő oldalára, de a felkelők így is uralták az ország ezen részét Gloucestertől és Bristoltól délnyugatra, egész Devont, Cornwallt és Dél-Walest. Nyugat felé egészen Oxfordig és Wallingfordig terjeszkedtek, és szinte már Londont fenyegették. István először a Matilda gyerekkori jó barátja, Brien FitzCount által védett Wallingfordot vette ostrom alá, de nem boldogult vele. Egy kisebb kontingenssel blokád alatt tartotta, fő seregével pedig nyugat felé vonult Trowbridge felé. Gloucesteri Miles azonban szétkergette a wallingfordi ostromló csapatokat, és azzal fenyegetett, hogy eléri Londont. A király kénytelen volt feladni nyugati terveit és visszatért keletre, hogy megvédje a fővárost.

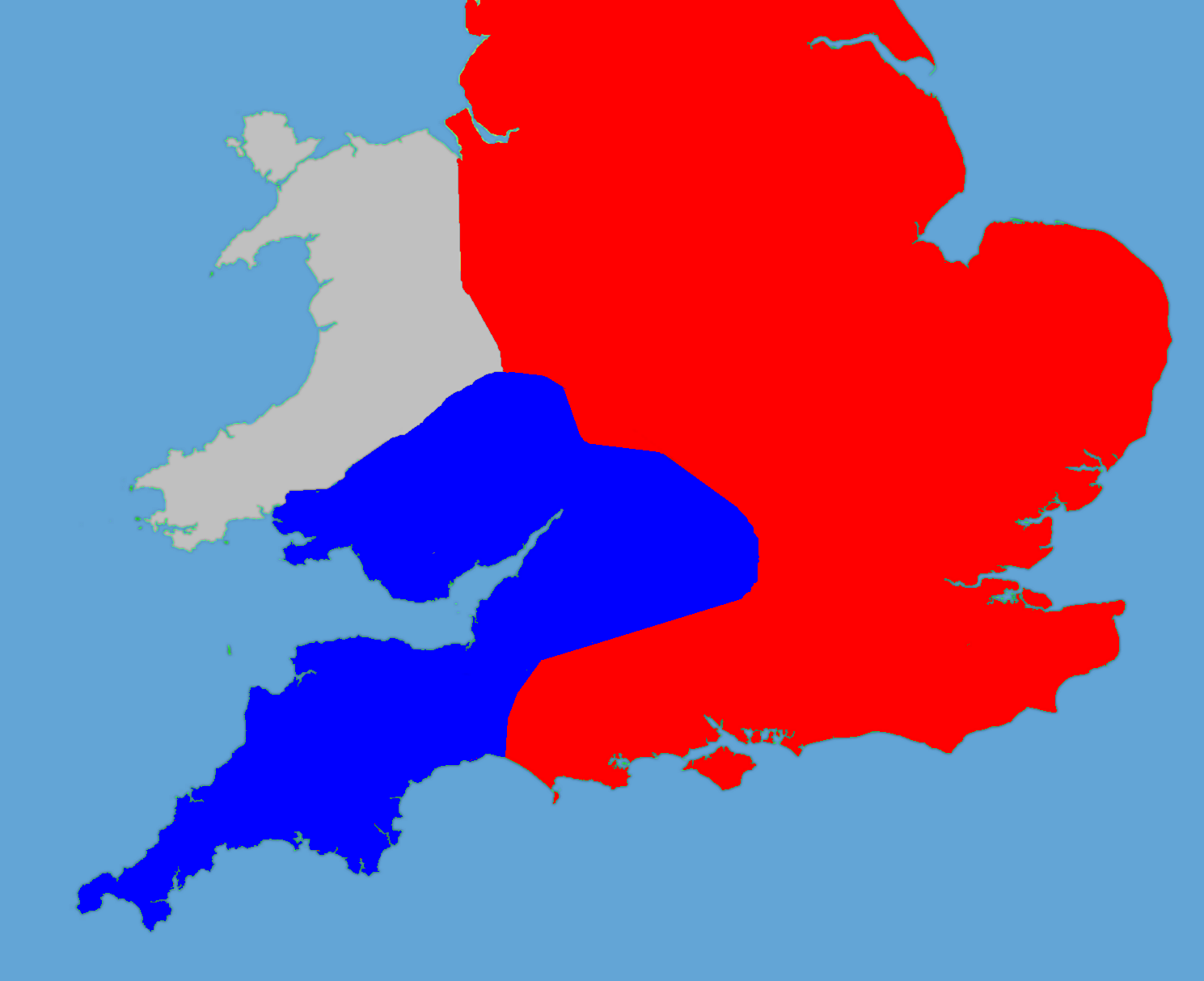
Anglia helyzete 1140-ben; a vörössel jelzett területek István uralma alatt voltak, a kékek az Anjoukéi, a szürkék walesiek

1140 elején fellázadt István ellen Nigel elyi püspök, akinek várait a király korábban elkobozta. A püspök a nehezen áthatolható mocsárral körülvett Isle of Ely-ből akarta meghódítani Kelet-Angliát, de István gyorsan reagált. Seregével egymáshoz kötözött csónakokat hídként használva meglepetésszerű támadást intézett Ely ellen. Nigel Gloucesterbe menekült, de vára és katonái odavesztek. Eközben Gloucesteri Róbert elfoglalt némi területet, amelyet a király előző évben megszállt. Blois-i Henrik békekonferenciára hívta a feleket Bathba, ahová István a feleségét küldte el. Egyezségre azonban nem jutottak, mert Henrik és az egyház ragaszkodott ahhoz, hogy a békekötés feltételeit ők határozhassák meg.
Ranulf chesteri gróf továbbra is bosszús volt, amiért István a skót király fiának, Henriknek adta Észak-Angliát. Azt tervezte, hogy rajtaüt Henriken, amikor az karácsony után István udvarából északra, Skóciába tart. A király neszét vette a tervének, és maga kísérte el vendégét. Ranulf – aki korábban már magának követelte Lincoln várát – úgy reagált, hogy kíséretével színleg Lincolnba látogatott, majd egy meglepetésszerű támadással elfoglalta a várat. István Lincolnba vonult, és mivel nem akarta Matilda karjaiba kergetni a grófot, kiegyezett vele, hogy megtarthatja a várat. Miután a király visszatért Londonba, hírét vette, hogy Ranulf és családja csak minimális kísérettel pihen a lincolni kastélyban, és nem tudott ellenállni a lehetőségnek, hogy elbánjon potenciális ellenségével. Felrúgva az egyezséget, seregével gyors tempóban északra vonult, de Ranulfnak sikerült megszöknie, és nyíltan Matilda pártjára állt.

### Fordulatok (1141–42)

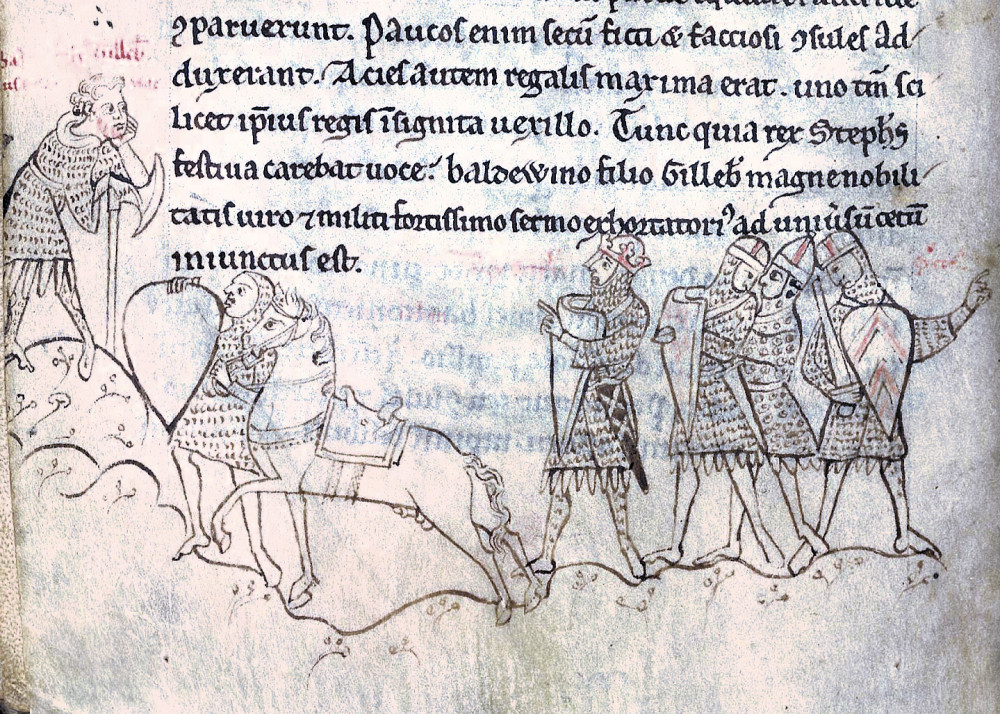
István (középen) Baldwin of Clare beszédét hallgatja a lincolni csata előtt

1141 elején István ostrom alá vette a Ranulf emberei által tartott lincolni várat. Gloucesteri Róbert és Ranulf valamivel nagyobb erőkkel megindult a város felmentésére. Közeledtük hírére a király úgy döntött, hogy harcba bocsátkozik velük és február 2-án lezajlott a lincolni csata. Róbert és Ranulf a lovasság tekintetében fölényben volt; István lovagjai egy részét leszállította a lóról, hogy erős arcvonalat alkossanak és maga is csatlakozott hozzájuk. Mivel maga nem volt jó szónok, egyik lovagját, Clare-i Baldwint bízta meg, hogy beszédet mondjon a katonáknak. A csata jól indult, a balszárny megfutamította az ellenség walesi gyalogságát, utána azonban a felkelők lovassága körbevette őket. A király sok híve (mint Waleran de Beaumont vagy William of Ypres) ekkor elmenekült, de István tovább küzdött. Mikor kardja eltörött, egy csatabárddal folytatta a harcot, de végül legyűrték és fogságba esett.
Róbert Gloucesterbe, Matilda elé vitte Istvánt, majd Bristol várába zárták. Eleinte jó körülmények között tartották, de később megerősítették az őrséget, őt pedig megláncolták. Matilda megkezdte a koronázási előkészületeket és felvette a kapcsolatot az egyházi körökkel. István öccse, Henrik pápai legátusként egyházi tanácsot hívott össze Winchesterbe, hogy megvitassák az ügyet. Henrik titokban megegyezett Matildával, hogy támogatni fogja őt, ha cserébe szabad kezet kap az angliai egyházi ügyekben. Át is adta a meglehetősen kiürült királyi kincstárat a volt császárnénak (István koronáját nem), és kiközösítette István megmaradt támogatóit. Theobald canterburyi érsek azonban nem volt hajlandó ilyen könnyen feladni a királynak tett esküjét, ezért néhány főpap és nemes társaságában meglátogatta a fogoly Istvánt, hogy kikérje véleményét. István a helyzetre való tekintettel feloldozta őket esküjük alól, és húsvét után az egyház Winchesterben – mintegy a koronázás előzményeként – „Anglia és Normandia úrnőjévé” nyilvánította Matildát. Amikor azonban Matilda júniusban Londonba utazott a koronázás előkészületeire, a helyi István-párti polgárság fellázadt ellene, ő pedig kénytelen volt Oxfordba menekülni előlük.
István fogságba esésének hírére Matilda férje, Geoffroy ismét Normandiára támadt, és meg is szállta egészen a Szajnáig. A király bátyja, Theobald ezúttal nem tudott a normannok segítségére sietni, mert az új francia király, VII. Lajos inkább Anjou-párti volt, vele szemben pedig ellenséges (a következő évben ki is tört köztük a háború). Az események ilyen fordulatára az angol-normann főurak kezdtek elpártolni Istvántól, még addigi legközelebbi tanácsadói, a Beaumont fivérek is átálltak. Waleran 1141 közepén kelt át Normandiába és ajánlotta fel szolgálatait birtokai védelmében; egyúttal Worcestershire grófságot is biztosította Matilda számára. Ikertestvére, Róbert is kivonult a harcokból. Nigel püspök időközben visszaszerezte Isle of Ely-t.

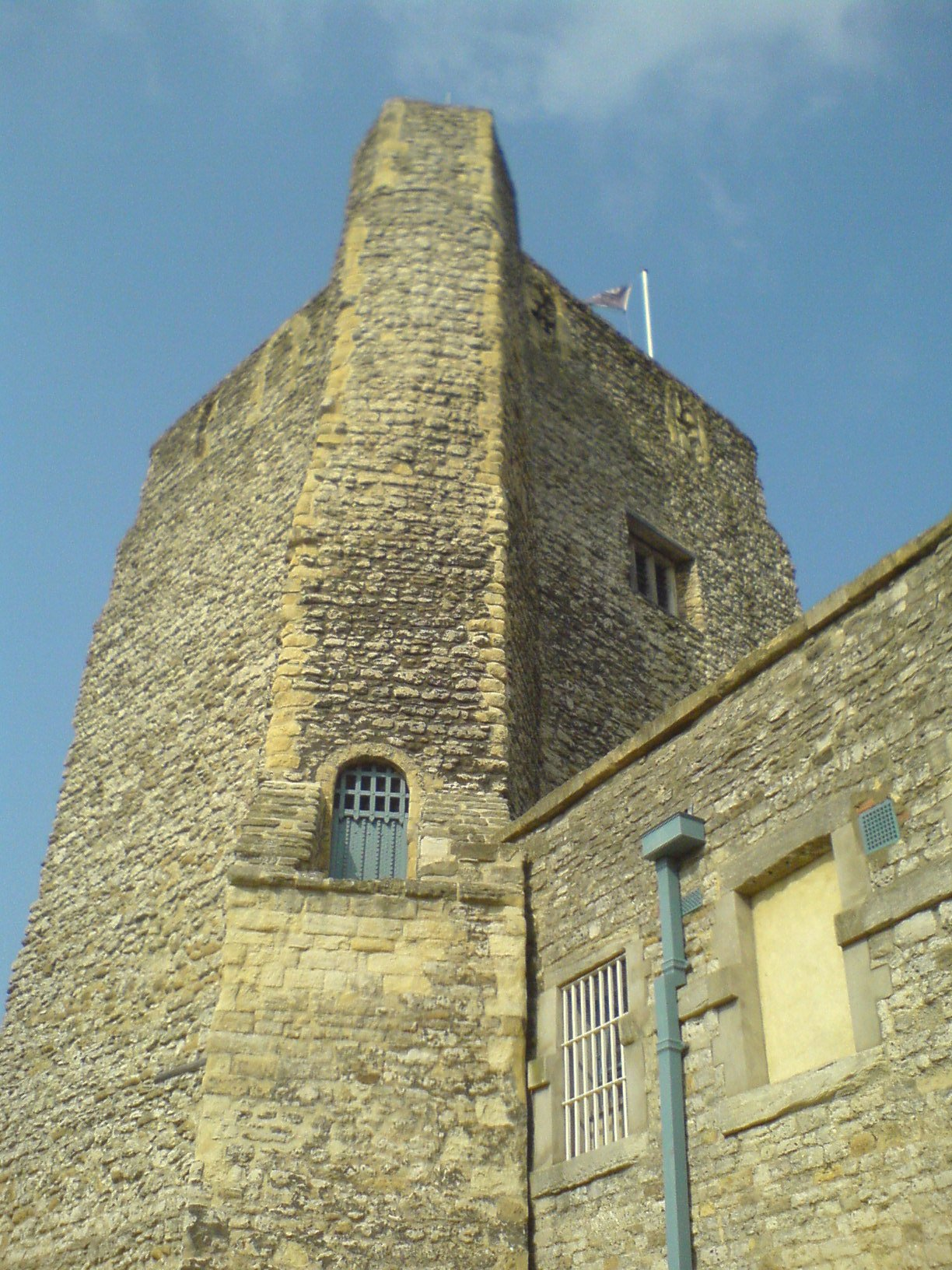
Az oxfordi vár, ahol István csapdába ejtette Matildát

Ezekben a nehéz időkben István felesége, Matilda volt az, aki összetartotta pártját. Az ország délkeleti részében összegyűjtötte a még mellette álló híveit (mint William of Ypres), és amikor a londoniak fellázadtak az új királynő ellen, bevonult a városba. Blois-i Henrik is hamarosan összetűzésbe keveredett a volt császárnéval, és visszatért bátyja táborába.
1141. szeptember 14-én újabb fordulat következett a polgárháború mentében. Gloucesteri Róbert és a volt császárné Winchesterben ostrom alatt tartották Henriket, amikor Matilda királyné és William of Ypres londoniakkal megerősített serege rajtuk ütött, csatában megfutamították őket, Róbertet pedig elfogták. Az ezt követő tárgyalások nem hoztak döntő változást, így novemberben Róbertet kicserélték Istvánra, aki azonnal elkezdte uralma helyreállítását. Blois-i Henrik újabb egyházi tanácsot hívott össze, amely ekkor István legitimitását erősítette meg, és 1141 karácsonyán ismételten megkoronázták őt és a feleségét.
1142 elején István megbetegedett, és húsvétra híre ment, hogy meghalt. Betegsége talán az előző évi hosszas bebörtönzés miatt alakult ki, de felgyógyult és északra vonult, ahol meggyőzte Chesteri Ranulfot, hogy ismét álljon át az ő oldalára. A király ezután a nyár során sorra bevette az Anjou-pártiak előző évben épített várait, többek között Cirencestert, Bamptont és Warehamot. Szeptemberben tudomást szerzett arról, hogy Matilda Oxfordban tartózkodik, és egy meglepetésszerű támadással megpróbálta foglyul ejteni. Ő maga vezette katonái támadását az Isis folyón keresztül – helyenként úszva –, rohammal bevették a várost és a fellegvárban csapdába ejtették a volt császárnét. István nem próbálkozott az erős fellegvár megrohamozásával, hanem hosszas ostrommal akarta kiéheztetni a védőket. Néhány hónappal később, karácsony előtt Matildának sikerült észrevétlenül kiszöknie az erődből, gyalog átkelt a befagyott folyón és Wallingfordba menekült. A várvédők röviddel ezután megadták magukat.

### Patthelyzet (1143–46)

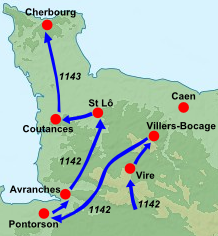
Anjoui Geoffroy normandiai hadjárata (1142–43)

Az 1140-es évek közepére Angliában patthelyzet alakult ki a felek között; Geoffroy viszont megszállva tartotta Normandiát. 1143 elején Gloucesteri Róbert csapdába ejtette Istvánt a wiltoni várban, ahol a herefordshire-i királyi erők gyülekeztek. István megpróbált kitörni, de a csata során – csakúgy mint Lincolnnál – az Anjouk lovassága túl erősnek bizonyult, és a királyt már-már ismét elfogták. Ezúttal azonban William Martel tárnokmester a hátvéd rohamával alkalmat adott az uralkodónak, hogy elmenekülhessen. William fogságba esett, és István hajlandó volt átadni Sherborne várát, hű szolgája szabadulásáért cserébe.
1143 végén Geoffrey de Mandeville, Essex grófja fellázadt István ellen. Engedetlenségét azonban a király provokálta ki, aki már évek óta ellenszenvvel viseltetett a főúr iránt. Udvarába rendelte és lefogatta Geoffreyt, majd azzal fenyegette meg hogy kivégezteti, ha nem adja át neki londoni (mint a Tower) és London-közeli várait. Geoffrey engedett a zsarolásnak, de amint elengedték, csapataival együtt bevette magát az Isle of Ely környéki mocsarakba, ahonnan Cambridge-et akarta megtámadni. Mivel a szomszédos Norfolk grófja, Hugh Bigod is a lázadók közé tartozott, István nem volt elég erős, hogy felkutassa az essexieket, ezért inkább erődöket emeltetett a mocsárvidék és London között (mint például Burwellt).
1144-ben sem javult a helyzet. Chesteri Ranulf ismét fordított a köpönyegén, és átállt a lázadókhoz. Nyugaton Gloucesteri Róbert és emberei a királyhű területeken portyáztak, a Londonhoz közeli Wallingford pedig továbbra is Anjou-fészek maradt. Anjoui Geoffroy időközben teljesen megszállta Dél-Normandiát, és januárban elfoglalta a hercegség fővárosát, Rouent. VII. Lajos francia király röviddel később elismerte őt Normandia hercegének.
Némi könnyebbséget jelentett, hogy a felkelők egyik legtehetségesebb hadvezére, Gloucesteri Miles 1143 karácsonyán meghalt egy vadászbalesetben. 1144 szeptemberében Geoffrey de Mandeville is elesett Burwell ostroma során. 1145-ben a királynak sikerült visszafoglalnia az oxfordshire-i Faringdon várát. Északon kiegyezett Chesteri Ranulffal, majd eljátszotta vele ugyanazt a trükköt, mint korábban Geoffrey de Mandeville-lel. 1146-ban meghívta Ranulfot az udvarába, ahol letartóztatta, és kivégzéssel fenyegetve elvett tőle néhány várat, köztük Lincolnét és Coventryét. Természetesen elengedése pillanatában Ranulf is fellázadt, de tényleges hadműveletre egyikük sem volt képes: Istvánnak nem volt elég katonája egy északi hadjárathoz, Ranulfnak pedig nem voltak várai, amelyek bázisul szolgálhattak volna egy támadáshoz.

### A háború végső fázisa (1147–52)

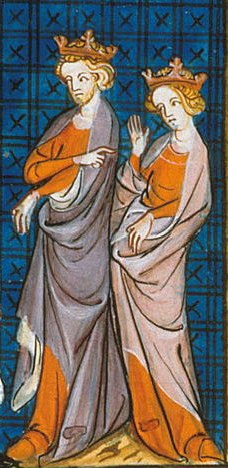
II. Henrik és Aquitániai Eleonóra

Anglia sokat szenvedett a sok éves belháború miatt. A korabeli Angolszász krónika szerint „semmi más nem volt, mint felfordulás, gonoszság és rablás”. A viktoriánus korabeli történetírás az „anarchia korának” nevezte el a korszakot. Különösen Wiltshire, Berkshire, a Temze-völgy és Kelet-Anglia vált a hadak felvonulásának, a fosztogatás és a pusztítás színterévé. A helyi urak és bárók a király engedélye nélkül húzták fel erődítményekeit: a krónikás Robert de Torigni 1115 ilyen rablóvárat számolt össze (valószínűleg túlzott, mert másutt 126-ra tette a számukat). Az ország más részeit viszont – mint István birtokait délkeleten és az Anjou-párt Gloucester és Bristol környéki területeit – alig érintette a konfliktus. Északon I. Dávid is megvédte az általa uralt angol régiókat. A király jövedelme rendkívüli módon lecsökkent, és pénzverési előjoga is csak a közvetlenül uralt Kelet- és Délkelet-Angliára korlátozódott. Az ország közigazgatási központja a hagyományos dél-angliai Winchesterből egyre inkább a délkeleti Westminsterbe tevődött át.
Az 1140-es évek végére a polgárháborúban teljes patthelyzet állt be. 1147-ben meghalt Gloucesteri Róbert, a következő évben pedig Matilda visszatért Normandiába. Sokan, mint Waleron de Beaumont, az akkor meghirdetett második keresztes hadjáratra mentek el. A bárók közül többen magán-békeegyezményeket kötöttek birtokaik védelmében. Matilda és Geoffroy idősebb fia, a leendő II. Henrik 1147-ben átkelt Angliába egy zsoldoscsapattal, de nem ért el jelentős eredményt, már csak azért sem, mert nem tudta fizetni őket. Érdekes módon végül István fizette ki a zsoldosokat, Henrik így biztonságban hazatérhetett. A király motivációja nem teljesen világos: lehet hogy csak udvarias volt rokonával szemben, lehet, hogy hosszabb távra gondolkodva már tervezte a konfliktus végét, és jó viszonyt akart kiépíteni Henrikkel.
Henrik 1149-ben visszatért Angliába. Ezúttal Chesteri Ranulffal karöltve akart Istvánra támadni. Ranulf a teljes Lancester-birtokegyüttesért cserébe feladta a skótok által tartott Carlisle-re vonatkozó jogait, majd közösen York ellen vonultak, feltehetően skót segítséggel. István gyorsan északra menetelt, mire a támadók szövetsége szétesett, Henrik pedig visszatért Normandiába, ahol apja herceggé nevezte ki.
A kudarcok ellenére Henriket rátermett, energikus vezetőnek tartották. Hatalma és lehetőségei 1152-ben jelentős módon megnövekedtek, amikor feleségül vette a nála tizenegy évvel idősebb Aquitániai Eleonórát, VII. Lajos francia király elvált feleségét, egész Délnyugat-Franciaország hercegnőjét.
A háború utolsó éveiben az idősödő István lépéseket tett a trón örökösödésére. Kijelölt utódja legidősebb fia, Eusztáz volt, aki a krónikások szerint hírhedt volt túladóztatásáról és a pénz erőszakos kikényszerítéséről. Második fia, Vilmos a dúsgazdag Isabel de Warenne-t vette feleségül. A király 1148-ban Favershamban alapított egy Cluny-rendbeli apátságot, amelyet maga és családja nyughelyéül szánt. 1152-ben meghalt felesége, Matilda és bátyja, Theobald is.

### Viszály az egyházzal (1145–52)

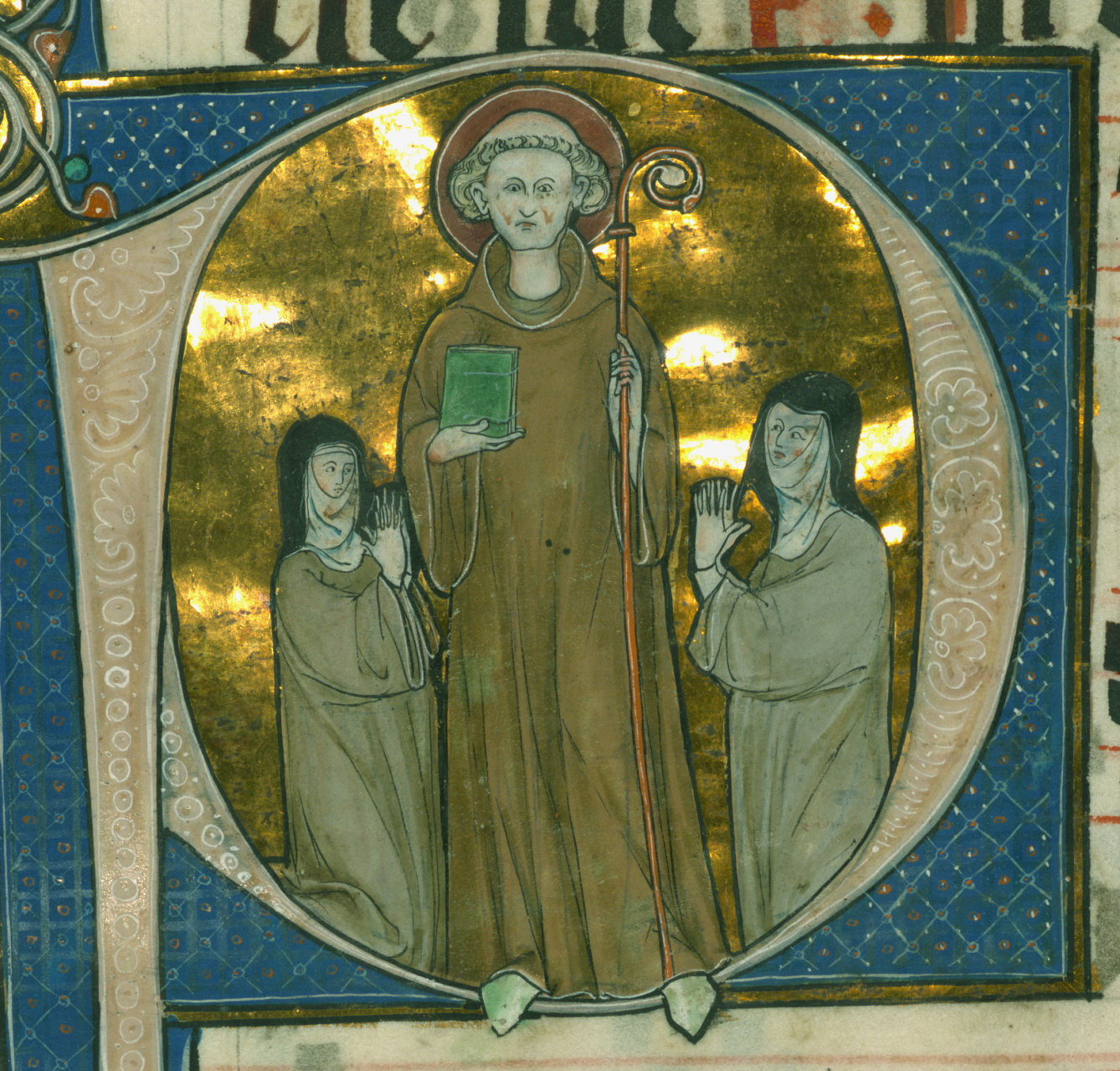
Clairvaux-i Szent Bernát

Uralkodása vége felé megromlott a király egyházhoz fűződő viszonya. 1140-ben meghalt Thurstan yorki érsek, és az utódlását illetően vita bontakozott ki a helyi, a világi uraktól nagyobb autonómiát kívánó főpapok (őket támogatta Clairvaux-i Szent Bernát, a cisztercita rend feje is), valamint István és öccse, Henrik között, akik a családjukból szerettek volna új érseket választani. A Henrik és Bernát közötti nézeteltérés személyeskedéssé fajult, és végül 1144-ben Henrik pápai legátusi mivoltát kihasználva Vilmos unokaöccsét ültette az érseki székbe. Egy évvel később viszont meghalt II. Ince pápa, és Bernát meggyőzte az új pápát, III. Jenőt, hogy vonja vissza a kinevezést, és 1147-ben Henry Murdacot tegye meg yorki érseknek.
István dühösen fogadta az eseményeket, és úgy értelmezte, hogy a pápa felülbírálja az ő királyi döntéseit. Megtiltotta, hogy Murdac angol földre lépjen; sőt, amikor Theobald canterburyi érsek az ő kívánsága ellenére Rómába utazott, hogy tárgyaljon a pápával, őt sem engedte vissza az országba és elkobozta birtokait. Emellett megszakította a kapcsolatait a cisztercitákkal, és ehelyett a clunyi rendet (amelynek Henrik öccse is tagja volt) részesítette előnyben.
1147-ben Eusztáznak adta át Boulogne grófságát, de még ekkor sem volt tisztázva, hogy ő örökli-e az angol trónt. István azt szerette volna, ha francia szokás szerint még az ő életében megkoronázzák idősebb fiát; azonban Angliában nem élt ilyen gyakorlat, és korábban II. Celesztin pápa meg is tiltotta, hogy ezen változtassanak. A koronázást egyébként is csak a canterburyi érsek végezhette volna el, aki Jenő pápa engedélye nélkül nem volt hajlandó a ceremóniára. 1148 végén István visszaengedte Theobaldot az országba, akit 1151-ben pápai legátussá neveztek ki, így tekintélye még nagyobbra nőtt. 1152 húsvétján a király újabb próbát tett fia megkoronázásra, és összehívta a nemességet, hogy tegyenek neki hűségesküt. Theobald azonban ismét megtagadta a koronázást, mire István börtönbe záratta őt, meg a püspököket is, és csak akkor lett volna hajlandó szabadon engedni őket, ha elvégzik a ceremóniát. Theobaldnak sikerült megszöknie és Flandriába menekülni, de a király lovagjai egészen a tengerpartig üldözték.

### Békekötés (1153–54)

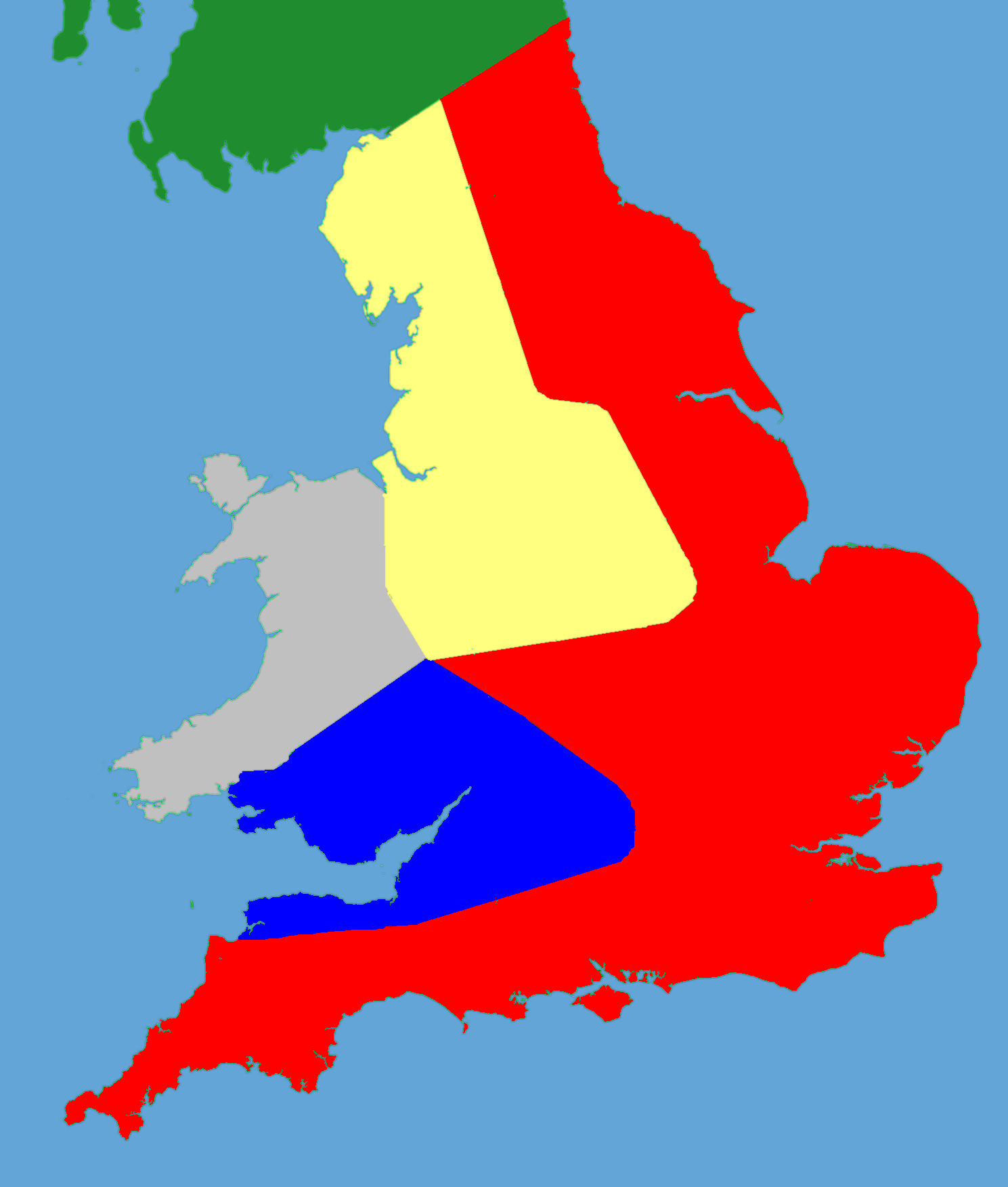
Anglia 1153-ban; vörös – István területei, kék – Matilda hívei, szürke – walesi, sárga – Chesteri Ranulf és Leicesteri Róbert, zöld – I. Dávid

Matilda fia, Henrik 1153-ban ismét partra szállt Angliában egy kisebb sereggel. Ostrom alá vette Malmesburyt, mire István az ostromlottak segítségére sietett. A királynak nem sikerült döntő csatát kicsikarnia, így a hideg időjárás miatt ideiglenes fegyverszünetet kötöttek. Henrik északra vonult, ahol Chesteri Ranulf mellett Robert de Beaumont, Leicester grófja is őt támogatta.
Nyáron a király Wallingford várának régóta folyó ostromához koncentrálta erőit, amely az Anjou-pártiak fontos erődítménye volt a befolyási zónák határán. Henrik délre sietett, és blokád alá vette az ostromlókat, mire István összegyűjtött erőivel Oxfordból maga is Wallingfordhoz sietett. A két sereg a vár közelében, a Temze két oldalán találkozott egymással 1153 júliusában. A mindkét párti főuraknak ekkorra már elegük volt a háborúskodásból, és az egyház közvetítésével rávették Istvánt és Henriket, hogy kössenek fegyverszünetet. Eusztáz dühödten ellenezte a békét, és Cambridge-be sietett újabb csapatokat gyűjteni, de augusztus során megbetegedett és meghalt. A trónörökös halálával elhárult a legnagyobb akadály a két fél kiegyezésének útjából.
Eközben Wallingfordnál nem túl nagy lelkesedéssel, de folytatódott és ostrom, és míg Istvánt lekötötték keleten, Henriknek sikerült elfoglalnia Oxfordot és Stamfordot (Nottinghamet is megtámadta, de visszaverték). Blois-i Henriknek és Theobald érseknek együttes erővel sikerült rávennie Istvánt, hogy kössön végleges békét az Anjou-párttal. A két fél serege Winchesternél találkozott, ahol kihirdették a polgárháborút lezáró winchesteri békét. István adoptálta Henriket és elismerte őt örököséül, aki cserébe hűségesküt tett neki. István fiatalabbik fia, Vilmos birtokai és címei megtartása mellett Henriknek tett esküt, és elfogadta őt trónörökösként. Váraikba beengedték a másik fél katonáit, a zsoldosokat pedig szélnek eresztették. A megegyezés megpecsételéseként István és Henrik békecsókot váltott egymással a winchesteri székesegyházban.

## Halála

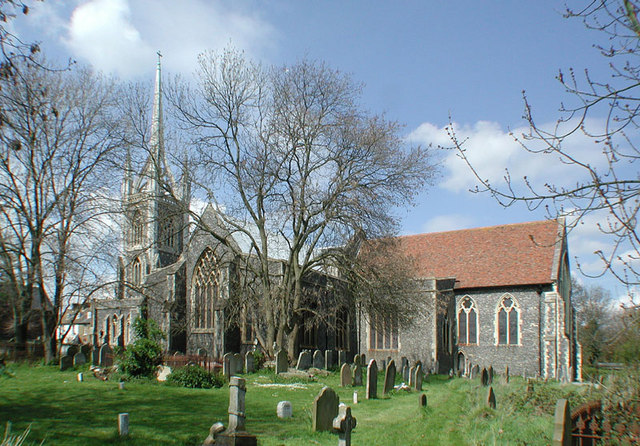
Faversham, Miasszonyunk temploma (a XVI. században feloszlatott kolostor maradéka)

István 1154 elején megkezdte a királyi hatalom visszaállítását az egész országban. Bejárta az országot, és Délnyugat-Angliában újra az ő neve alatt kezdték kiadni az okleveleket. Yorkban nagyszabású udvart hívott össze, hogy lenyűgözze az északi bárókat. Meglehetősen mozgalmas nyár után Doverbe utazott, hogy találkozzon Thierry flandriai gróffal. Ott megbetegedett, gyomorfájdalomra panaszkodott, és a helyi apátságban 1154. október 25-én meghalt. A favershami kolostorban temették el felesége és fia mellé.
Anglia koronáját II. Henrik örökölte, aki nagy erőkkel kezdett hozzá a hosszas polgárháborúban megingott központi hatalom helyreállításának. Lebontatta az engedély nélkül épült várakat és visszaállította a királyi kincstárba befolyó adókat. Elismerte István kisebbik fiát, Vilmost Surrey grófjaként, és kisebb súrlódásoktól eltekintve békében éltek egymással. István lánya, Mária kolostorba vonult, de a gyermektelen Vilmos halála után megörökölte Boulogne grófságát. 1160-ban Mathieu d’Alsace (Thierry flamand gróf második fia) elrabolta őt a kolostorból, erőszakkal a feleségévé tette, és helyette uralkodott a grófságban. Házasságukat a pápa 1170-ben érvénytelenítette. István második fia, Balduin és második lánya, Matilda még 1147 előtt meghalt. A királynak valószínűleg három törvénytelen fia is született Damette nevű szeretőjétől: Gervase, Ralph és Americ.

## Családja
István 1125-ben vette feleségül Matildát, Boulogne grófnőjét. Hat gyermekük született:
- Eusztáz (kb. 1130–1153), Boulogne grófja
- Matilda (meghalt 1141 előtt), feleségül ment Waleran de Beaumont worcesteri grófhoz
- Mária (1133–1182), Boulogne grófnője
- Balduin (meghalt 1135 előtt)
- Adela (meghalt 1146 előtt)
- Vilmos (kb. 1137–1159), Boulogne grófja

Istvánnak Damette nevű szeretőjétől is született három törvénytelen gyereke:
- Gervase, westminsteri apát
- Ralph
- Americ

## Alakja szépirodalomban, játékfilmben
- Blois-i István alakja megjelenik Ken Follett 1989-es romantikus történelmi regényében, A katedrálisban (angolul: The Pillars of the Earth) és az ennek alapján 2010-ben készült, hasonló című tévé-minisorozatban. Mindkét feldolgozás ellenszenves jellemként ábrázolja Istvánt, akit a filmben Tony Curran skót színész alakított.[160][161]

## Fordítás
- Ez a szócikk részben vagy egészben  a   Stephen, King of England című angol Wikipédia-szócikk ezen változatának fordításán alapul.  Az eredeti cikk szerkesztőit annak laptörténete sorolja fel. Ez a jelzés csupán a megfogalmazás eredetét és a szerzői jogokat jelzi, nem szolgál a cikkben szereplő információk forrásmegjelöléseként.

| Előző uralkodó: I. Henrik | Anglia királya 1135 – 1154 | Következő uralkodó: II. Henrik |